# 秋葉 (名古屋市)
秋葉（あきは）は、愛知県名古屋市港区の地名。現行行政地名は秋葉一丁目から秋葉三丁目。住居表示未実施。

## 地理
名古屋市港区西部中央部に位置する。東は西茶屋一丁目・同二丁目、西は南陽町茶屋新田、南は川園一丁目、北は南陽町福田に接する。

## 歴史

### 町名の由来
地内に茶屋新田開発時に勧進された秋葉神社が所在することに由来する。

### 沿革
- 1976年（昭和51年）3月13日 - 港区南陽町茶屋新田の一部により、同区秋葉一丁目から同三丁目が成立[1]。
- 1988年（昭和63年）11月27日 - 南陽町福田および南陽町茶屋新田の各一部を秋葉一丁目に編入する[1]。
- 1989年（平成元年）1月26日 - 南陽町福田の一部を編入する[1]。

## 世帯数と人口
2019年（平成31年）3月1日現在の世帯数と人口は以下の通りである。
| 丁目       | 世帯数  | 人口    |
| ---------- | ------- | ------- |
| 秋葉一丁目 | 673世帯 | 1,457人 |
| 秋葉二丁目 | 137世帯 | 342人   |
| 秋葉三丁目 | 102世帯 | 280人   |
| 計         | 912世帯 | 2,079人 |

### 人口の変遷
国勢調査による人口の推移
| 1995年（平成7年）  | 2,201人 | [ WEB 6 ]  |  |
| 2000年（平成12年） | 2,044人 | [ WEB 7 ]  |  |
| 2005年（平成17年） | 1,900人 | [ WEB 8 ]  |  |
| 2010年（平成22年） | 1,774人 | [ WEB 9 ]  |  |
| 2015年（平成27年） | 1,781人 | [ WEB 10 ] |  |

## 学区
市立小・中学校に通う場合、学校等は以下の通りとなる。また、公立高等学校に通う場合の学区は以下の通りとなる。
| 丁目       | 番・番地等 | 小学校               | 中学校                 | 高等学校 |
| ---------- | ---------- | -------------------- | ---------------------- | -------- |
| 秋葉一丁目 | 全域       | 名古屋市立南陽小学校 | 名古屋市立南陽東中学校 | 尾張学区 |
| 秋葉二丁目 | 全域       | 名古屋市立南陽小学校 | 名古屋市立南陽東中学校 | 尾張学区 |
| 秋葉三丁目 | 全域       | 名古屋市立南陽小学校 | 名古屋市立南陽東中学校 | 尾張学区 |

## 施設

### 秋葉一丁目
- 軽費老人ホーム市きよすみ荘[2]
- 名古屋秋葉郵便局[2]
- 名古屋市南陽公設市場[2]

1981年（昭和56年）6月開設。
- 秋葉公園[2]

1983年（昭和58年）4月1日供用開始。
- 一葉公園[2]

1984年（昭和59年）3月31日供用開始。
- 秋葉緑地[2]

1992年（平成4年）4月1日供用開始。
- 一葉緑地[2]

1982年（昭和57年）4月1日供用開始。
- 名古屋市南陽図書館

- 南陽図書館

### 秋葉三丁目
- 真宗大谷派善通寺[2]
- 曹洞宗瑞雲寺[2]
- 秋葉社[2]

- 秋葉社

## その他

### 日本郵便
- 郵便番号 : 455-0857[WEB 3]（集配局：名古屋港郵便局[WEB 14]）。

### WEB
1. ↑  “愛知県名古屋市港区の町丁・字一覧”.   人口統計ラボ. 2017年4月8日閲覧。
2. 1 2  “町・丁目(大字)別、年齢(10歳階級)別公簿人口(全市・区別)”.   名古屋市 (2019年3月20日). 2019年3月21日閲覧。
3. 1 2  “郵便番号”.  日本郵便. 2019年3月17日閲覧。
4. ↑  “市外局番の一覧”.   総務省. 2019年1月6日閲覧。
5. 1 2  名古屋市役所市民経済局地域振興部住民課町名表示係 (2015年10月21日). “港区の町名一覧”.   名古屋市. 2020年11月15日閲覧。
6. ↑  総務省統計局 (2014年3月28日). “平成7年国勢調査の調査結果(e-Stat) - 男女別人口及び世帯数 －町丁・字等”. 2019年3月23日閲覧。
7. ↑  総務省統計局 (2014年5月30日). “平成12年国勢調査の調査結果(e-Stat) - 男女別人口及び世帯数 －町丁・字等”. 2019年3月23日閲覧。
8. ↑  総務省統計局 (2014年6月27日). “平成17年国勢調査の調査結果(e-Stat) - 男女別人口及び世帯数 －町丁・字等”. 2019年3月23日閲覧。
9. ↑  総務省統計局 (2012年1月20日). “平成22年国勢調査の調査結果(e-Stat) - 男女別人口及び世帯数 －町丁・字等”. 2019年3月23日閲覧。
10. ↑  総務省統計局 (2017年1月27日). “平成27年国勢調査の調査結果(e-Stat) - 男女別人口及び世帯数 －町丁・字等”. 2019年3月23日閲覧。
11. ↑  “市立小・中学校の通学区域一覧”.   名古屋市 (2018年11月10日). 2019年1月14日閲覧。
12. ↑  “平成29年度以降の愛知県公立高等学校（全日制課程）入学者選抜における通学区域並びに群及びグループ分け案について”.   愛知県教育委員会 (2015年2月16日). 2019年1月14日閲覧。
13. 1 2 3 4  “都市公園の名称、位置及び区域並びに供用開始の期日” (2019年5月1日). 2019年11月3日閲覧。
14. ↑  “郵便番号簿 2018年度版” (PDF).   日本郵便. 2019年4月14日閲覧。

### 書籍
1. 1 2 3 4  名古屋市計画局 1992, p. 844.
2. 1 2 3 4 5 6 7 8 9 10 11 12  「角川日本地名大辞典」編纂委員会 1989, p. 1529.

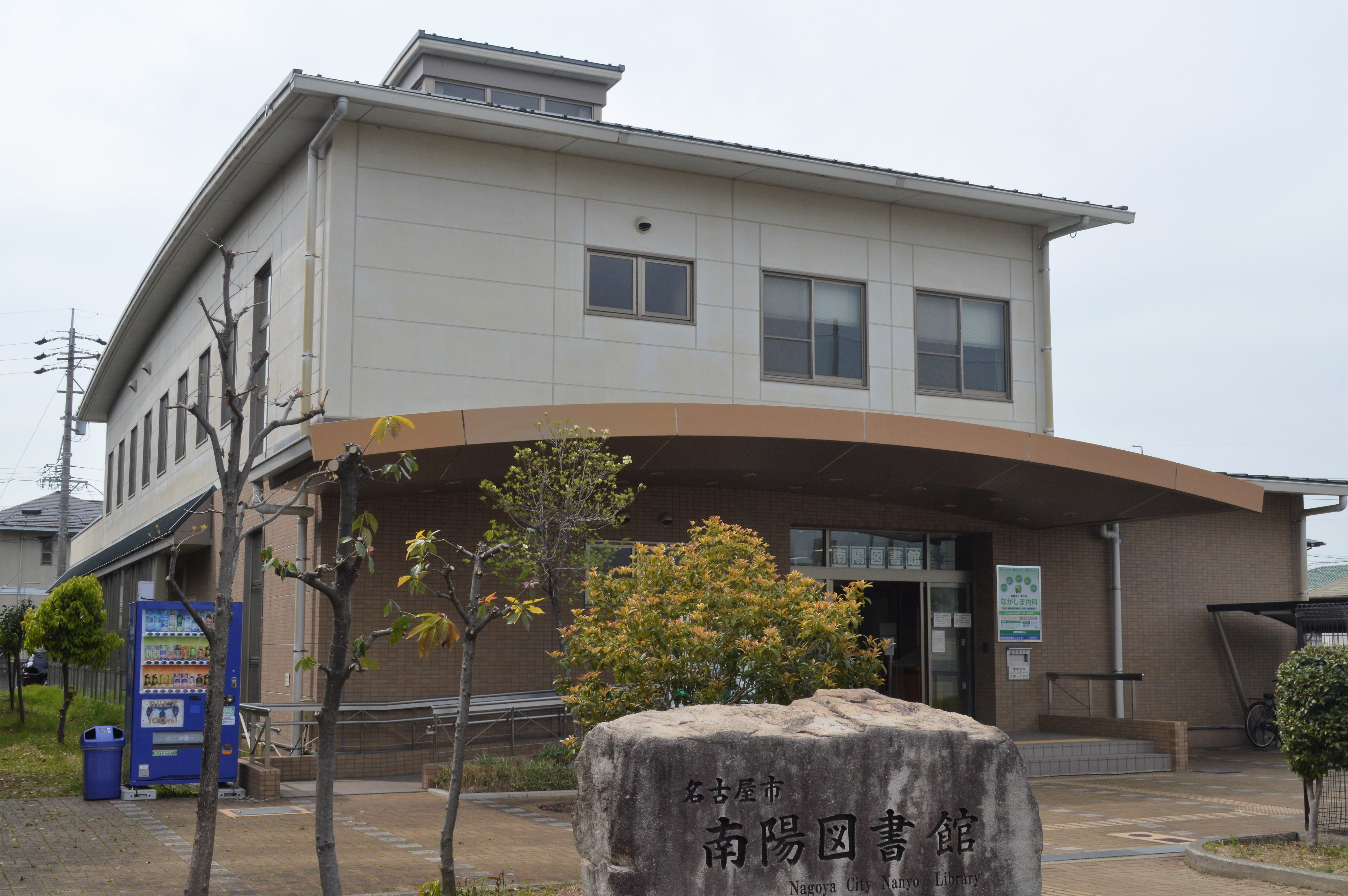
南陽図書館

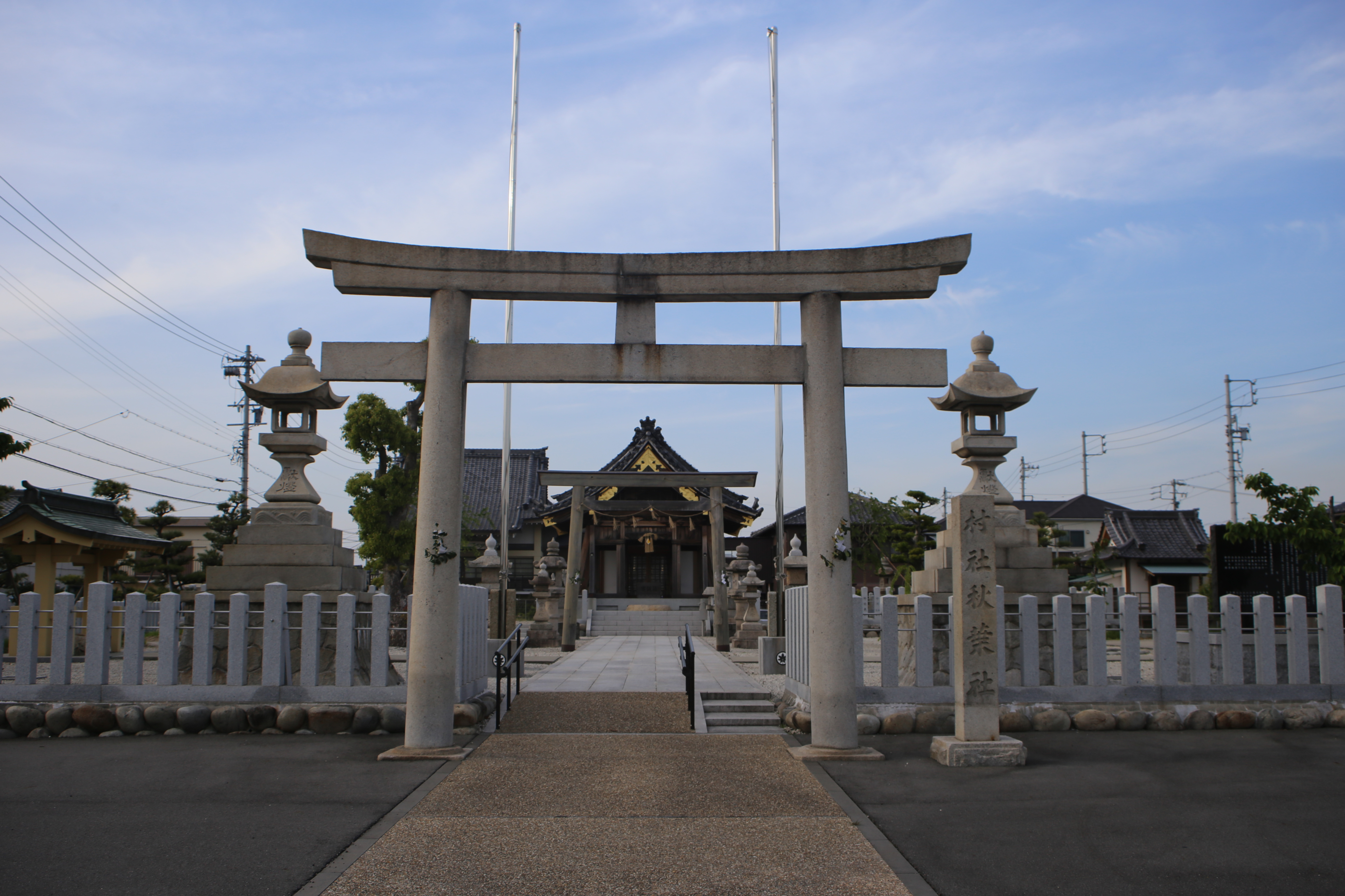
秋葉社

3. ↑  名古屋市計画局 1992, p. 508.
4. ↑  名古屋市役所 市民経済局 産業部 地域商業課 推進係（小売市場担当） (2019年9月13日). “南陽公設市場”.   名古屋市. 2019年11月4日閲覧。